# گانباریون
گانباریون (انگلیسی: Ganbarion) شرکت بازی ویدئویی ژاپنی است، که در سال ۱۹۹۹ تأسیس شد.